# Бенсон, Гарри
Гарри Джеймс Бенсон (англ. Harry James Benson; 2 декабря 1929, Глазго) — шотландский фотограф. Известен своими фотографиями знаменитостей и политических деятелей. Автор несколько книг и лауреат престижных наград.

## Биография
Родился 2 декабря 1929 года в Глазго.
Работал фотокорреспондентом для журналов Life, Vanity Fair, The New Yorker. Наиболее известен по сотрудничеству с People.
В 1964 году вместе с The Beatles отправился в их американское турне. Фотография участников группы, дерущихся подушками в своём гостиничном номере, стала одним из самых узнаваемых изображений коллектива. Также для Бенсона позировали Элизабет Тейлор (которую Бенсон фотографировал до и после операции на головном мозге), Бобби Фишер, Майкл Джексон, Роман Полански, Эми Уайнхаус и многие другие известные люди. На фото Гарри Бенсона запечатлены многие видные политики, включая всех американских президентов с Дуайта Эйзенхауэра. Бенсон находился рядом с Робертом Ф.Кеннеди в момент его убийства 5 июня 1968 года и сделал один из снимков.
Бенсон был героем многих выставок, в том числе организованных Шотландской национальной галереей в Национальной портретной галерее Смитсоновского института.
В 1981 и 1985 годах он был назван Фотографом года по версии Национального сообщества фотографов США. В 2005 году за достижения в области фотографии он был удостоен наград Lucie Award и American Photo Award. В 2009 году Бенсону была присуждена Почётная стипендия британского Королевского фотографического общества.
В 2014 году Гарри Бенсон стал автором официального фотопортрета Елизаветы II по заказу Национальной портретной галереи Шотландии. Это случилось спустя более полувека после его первого фото с королевой, открывавшей угольную шахту, опубликованного в 1957 году.
Бенсон стал героем документальных фильмов Photography: Harry Benson (1985), снятого по заказу BBC Scotland режиссёром Кеном МакГрегором , и Harry Benson: Shoot First (2016) режиссёров Джастина Бэйра и Мэттью Миле.
Его дочь — известная актриса Уэнди Бенсон.